# アンドレ・オルタ
アンドレ・フィリペ・ルス・オルタ（André Filipe Luz Horta，1996年11月7日 - ）は、ポルトガル・アルマダ出身のサッカー選手。ギリシャ・スーパーリーグ・オリンピアコス所属。ポジションはミッドフィールダー。
サッカー選手のリカルド・オルタは実兄。

## 経歴
ポルトガルのアルマダで生まれ、SLベンフィカの下部組織で8歳まで過ごし、15歳で地元のヴィトーリアFCに加わった。2014年12月12日、トップチームデビューを果たした。2016年6月1日、前シーズンのチャンピオンであるSLベンフィカと5年契約を結んだ。8月7日にスーペルタッサ・カンディド・デ・オリベイラにフル出場し、チームのタイトル獲得に貢献した。
2017年8月30日、SCブラガにレンタル移籍した。
2018年3月27日、MLSのロサンゼルスFCと契約を結んだ事が発表された。
2019年6月10日、SCブラガに5年契約で復帰することが発表された。
2024年1月20日、オリンピアコスFCにレンタル移籍した。

## タイトル
ベンフィカ
- プリメイラ・リーガ: 2016-17
- タッサ・デ・ポルトガル: 2016-17
- スーペルタッサ・カンディド・デ・オリベイラ: 2016, 2017

ブラガ
- タッサ・デ・ポルトガル: 2020-21
- タッサ・ダ・リーガ: 2019-20, 2023-24